# Zmalet El Emir Abdelkader
Zmalet El Emir Abdelkader ou Z'Malet El Emir Abdelkader (em árabe: زمالة ألأمير عبد القادر) é uma comuna localizada na província de Tiaret, Argélia. Sua população estimada em 2008 era de 18 722 habitantes.